# Tolbert (Pays-Bas)
Pour les articles homonymes, voir Tolbert.
Tolbert est un village de la commune néerlandaise de Westerkwartier, situé dans la province de Groningue.

## Géographie
Le village est situé au nord de Leek et à 12 km au sud-ouest de Groningue. 

## Histoire
Tolbert fait partie de la commune de Leek avant le 1er janvier 2019, date à laquelle celle-ci est rattachée à la nouvelle commune de Westerkwartier.

## Démographie
En 2018, le village comptait 4 530 habitants.